# Felix Wouters
Felix 'Tisj' Wouters (Lembeek, 25 april 1915 – 1986) was een Belgisch bokser.

## Levensloop
In januari 1936 behaalde hij de IBU-titel bij de weltergewichten in een kamp tegen de Nederlander Leen Sanders te Rotterdam. Vervolgens verdedigde hij succesvol zijn titel in november 1936 te Schaarbeek tegen zijn landgenoot Al Baker, in november 1937 te Brussel tegen de Italiaan Cleto Locatelli en in februari 1938 te Schaarbeek, alsook in augustus 1938 te Berlijn, tegen de Duitser Gustav Eder. In december 1938 verloor Wouters zijn titel te Milaan aan de Italiaan Saverio Turiello.
Van opleiding was hij kareelbakker. Daarnaast bezat hij een tijdlang een "dancing" te Lembeek.
In 2007 werd het initiatief genomen om een straat naar hem te vernoemen in Lembeek, het betreft een zijstraat van de Bremstraat.